# Saint-Louis (Gwadelupa)
Saint Louis – miasto w Gwadelupie (Departament zamorski Francji); 2810 mieszkańców (2007).